# Paul Doguereau
Paul René Doguereau, född 8 september 1908 i Angers, död 3 mars 2000, var en fransk pianist och pianolärare.